# أنطونين كرافت
أنطونين كرافت (بالتشيكية: Antonín Kraft)‏ هو عازف تشيلو وملحن تشيكي، ولد في 30 ديسمبر 1749 في روكيتساني في التشيك، وتوفي في 28 أغسطس 1820 في فيينا في النمسا.

## وصلات خارجية
- أنطونين كرافت على موقع ميوزك برينز (الإنجليزية)
- أنطونين كرافت على موقع أول ميوزيك (الإنجليزية)
- أنطونين كرافت على موقع ديسكوغز (الإنجليزية)